# Heinrich Vogtherr l'Ancien

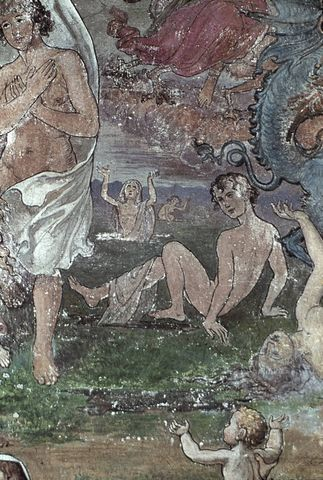
Le Jugement dernier (détail d'une fresque d'env. 1523, église de Bad Wimpfen).

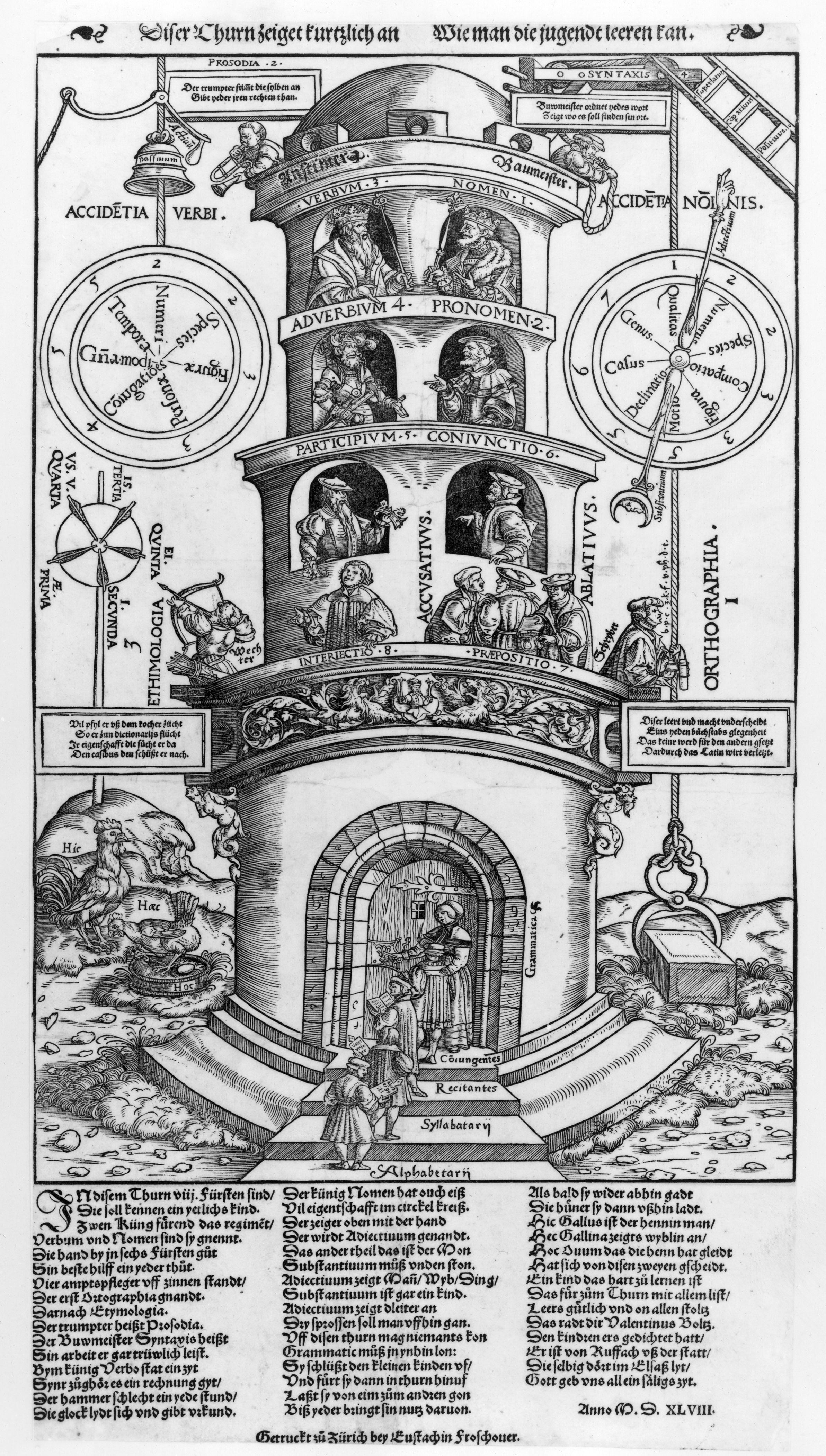
La Tour de la Grammaire, 1548

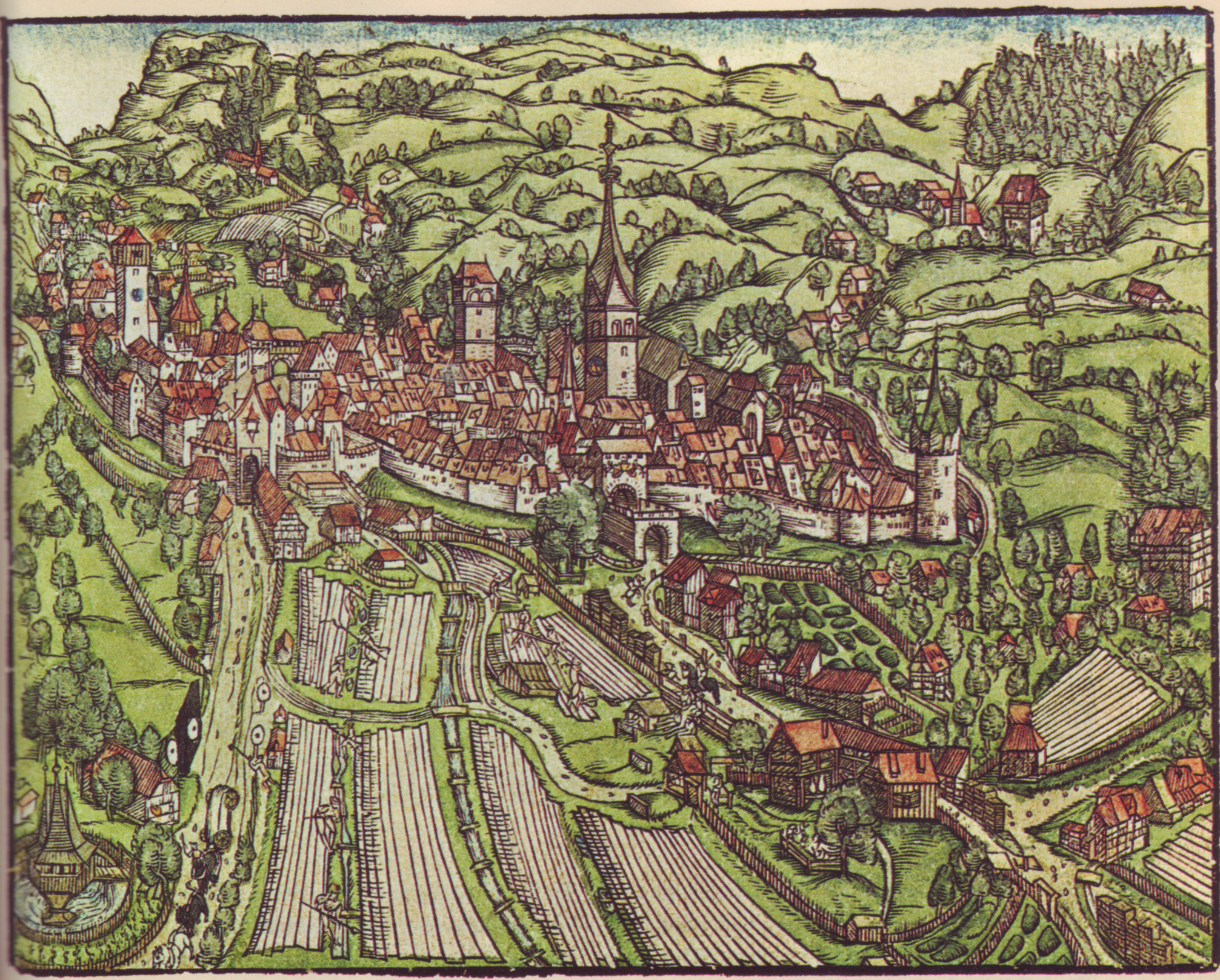
Panorama de Saint-Gall, 1545

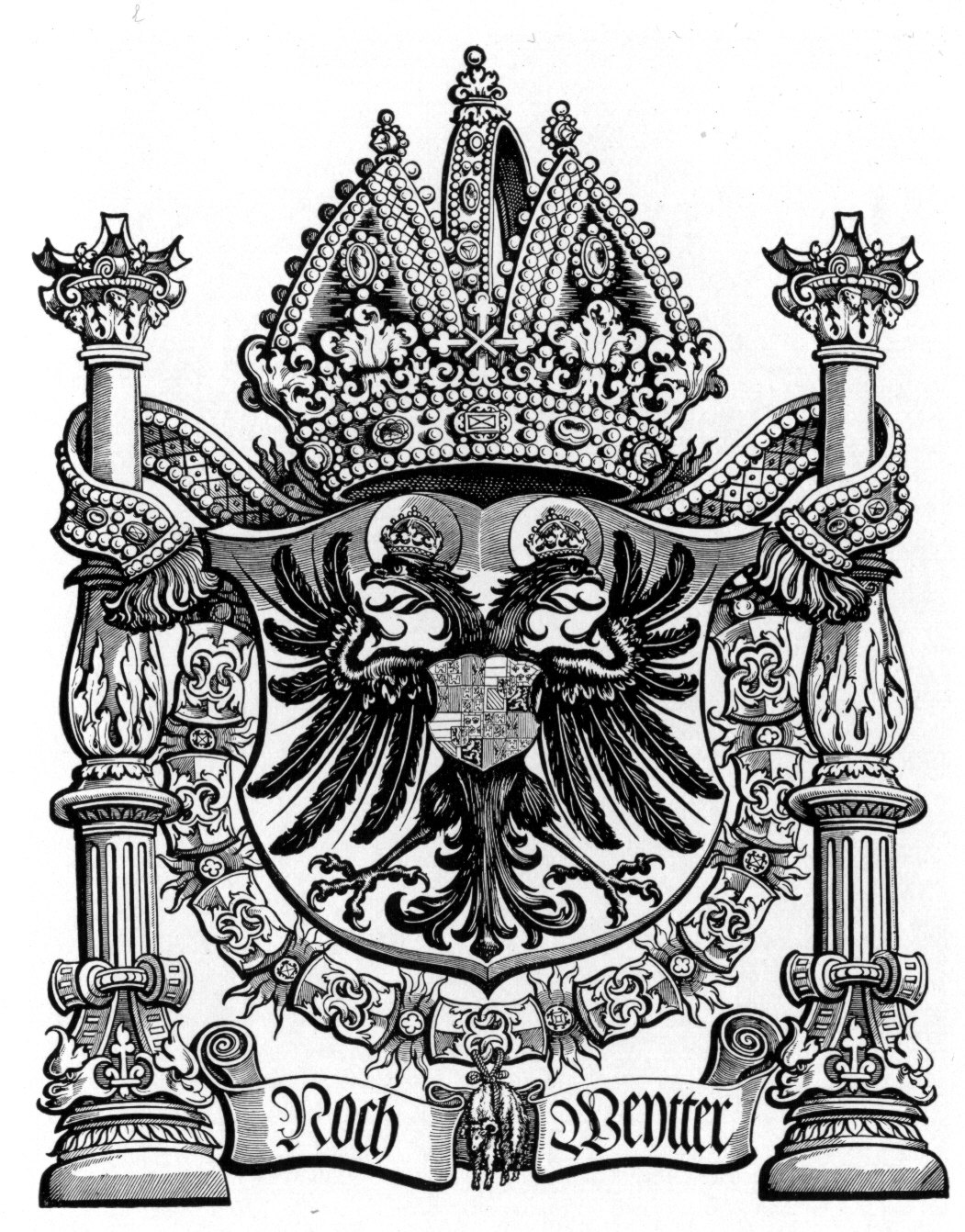
Armoiries de Charles Quint (1548)

Heinrich Vogtherr (dit l'Ancien) (né en 1490 à Dillingen; † 1556 à Vienne) est un artiste des temps de la Réforme. Il fut tout à la fois peintre, portraitiste, graveur, imprimeur, éditeur, auteur d'épigrammes, de poèmes religieux et d'essais de médecine.

## Biographie
Vogtherr bénéficia d'une éducation humaniste. Son père Conrad, qui lui enseigna la médecine, était chirurgien et pratiquait une médecine de l’œil. De ses deux frères, l'un Georg Vogtherr (1487–1539) était prêtre et devint pasteur à Feuchtwangen, l'autre, Barthélémy (149?-1536) était médecin à la cour de l'évêque d'Augsbourg, le comte Christoph von Stadion. Son fils est le peintre Heinrich Vogtherr le Jeune (1513–1568).
Il semble que Vogtherr ait appris l'art de la peinture à Augsbourg. On suppose qu'il a été apprenti à l'atelier de Hans Burgkmair entre 1506 et 1509. Il passa ses années de compagnonnage entre Erfurt et Leipzig. En 1518 il rentra à Augsbourg et consacra une grande partie de son travail à propager par le dessin et l'écrit la doctrine de Luther (« Le Commerce des Indulgences dans l'église », les « Cannibales »). De 1522 à 1525, il résida à Wimpfen, chargé par le réformateur Dietrich von Gemmingen († 1526) de peindre des fresques pour l'église de l'endroit. Simultanément, il rédigeait une multitude d'affiches et de billets en faveur de la Réforme, parmi lesquels « Der vergottet Mensch » ou « Der Bom (Baum) des Glaubens ». C'est là qu'en 1524 il composa son plus beau cantique, Aus tiefer Not schrei ich zu dir, publié sous forme d'affiche. À Wimpfen, il était lié avec le futur meneur de la Révolte des Paysans, Wendel Hipler, et fit certainement la connaissance de Götz von Berlichingen, ce qui explique son engagement dans la Révolte des paysans. Il y prit part en tant que colonel du contingent de l'Hegau, de la mi-1524 jusqu'au siège raté de l'île de Zell (Radolfzell) sur le lac de Constance (en juillet 1525). Il parvint à s'enfuir et quelques mois plus tard, fut hébergé dans la ville reformée de Strasbourg, où il finit par s'établir avec sa famille en 1526. Mais les tensions religieuses qui y prévalaient y avaient beaucoup réduit le nombre de commandes de tableaux (De tous les artistes strasbourgeois du temps, seul  Hans Baldung Grien, un des peintres les plus éminents de la période Dürer, recevait encore des commandes de tableau, essentiellement des portraits), raison pour laquelle Vogtherr tira désormais l'essentiel de ses revenus de la préparation de planches illustrées pour la librairie. Il travailla pour la quasi-totalité des imprimeurs de Strasbourg, grava par ex. 8 planches gravées in-folio pour le Nouveau Testament de Grüninger (1527), qui sont d'après Carl von Lützow « entièrement imprégnées de l'art de la narration de l'École Burgkmair. » En 1536 il fonde son propre atelier, où il publie enfin ses propres écrits, par ex. la « clef des songes du Chrétien », deux traités d'anatomie et son Kunstbüchlein, traité de dessin réimprimé à de multiples reprises. Vers 1538 il partit seul pour Bâle et sa situation financière toujours précaire fit qu'à partir de 1542 il ne vit plus sa famille, restée à Strasbourg, que de manière sporadique. Il travailla à Spire, à Bâle, puis de nouveau à Strasbourg, se rendit plusieurs fois à Augsbourg et finalement à Zürich, où il logea de 1544 à 1546 chez un imprimeur en vue de cette ville, Christoph Froschauer. C'est là, pour les presses de Froschauer, qu'en très peu de temps il réalisa son chef-d’œuvre, plus de 400 gravures sur bois pour la Schweizer Chronik (1547-48) de Johannes Stumpf. Le départ définitif de Vogtherr de Strasbourg s'explique par le manque de commande de planches gravées. C'est sans doute vers 1550 que le roi Ferdinand Ier l'appelle à Vienne à son service comme médecin (Kaysers okulist und Mahler). Cette année-là, l'empereur était encore Charles Quint, qui n'abdiqua qu'en 1556 (l'année même de la mort de Vogtherr). Heinrich Vogtherr l'Ancien s'est marié à trois reprises et laissa sept fils et trois filles. Il signait parfois ses œuvres du pseudonyme « Henricus (resp. Heinrich) Satrapitanus », et c'est pourquoi il est souvent identifié (mais non sans réticences) avec le monogrammiste « H. S. à la Croix ».

## Œuvres
Vogtherr est surtout connu pour son travail d'imprimeur. Ses écrits religieux et ses traités médicaux ainsi qu'une grande partie de ses gravures sur bois sont conservées dans des collections privées, des bibliothèques et les archives de différents pays (Londres, Vienne, Strasbourg, Berlin, Augsbourg, Dillingen, Munich, Cobourg et Wolfenbüttel):
- Le Jugement de Salomon (Erfurt, 1510)
- Le Commerce des Indulgences (Augsbourg, vers 1521)
- La Danse macabre (Augsbourg, 1542/44), est sans doute la première édition imprimée des Images de la Mort d'après Hans Holbein le Jeune[2]
- L’Histoire de Judith, gravure monumentale (Bâle, 1544)
- La Tour de la Grammaire, Zurich 1548
- Planches illustrées, etc. des œuvres suivantes :
  - Bibles de Grüninger, de Köpfel, de Rühel et de Froschauer
  - « Manuel de dessin » (Kunstbüchlein, 1538)
  - « Généalogie d'Augsbourg » (Augsburger Geschlechterbuch, en collaboration avec d'autres artistes)
  - Schweizer Chronik, de Johannes Stumpf (1547-48).

On ne connaît que quelques spécimens de son œuvre peinte :
- L’Adoration des bergers, datée de 1518, collection privée (exécuté vraisemblablement à la demande de deux familles de Wimpfen, les Koberer-Baumann, dont on voit les armoiries peintes sur le tableau ; les autres armoiries que l'on voit sur cette toile sont vraisemblablement celles que Vogtherr s'était inventées.)
- contre-autel de l'église de Schwaigern (achevée en 1520). On la tenait pour la première œuvre de Jerg Ratgeb, mais la découverte du monogramme H. V. la désigne comme un travail de Vogtherr. Il est aujourd'hui conservé au musée régional du Wurtemberg de Stuttgart.
- Le Jugement dernier, fresque monumentale haute de 8 m, dans l'église de Bad Wimpfen, vers 1523. Restaurée en 1870, mais dans un style pictural d'un goût douteux.

Vogtherr est parfois assimilé au Maître du martyre d'Érasme. De cette identification dépend l'attribution d'autres compositions, dont :
- Martyre de saint Érasme, huile sur bois, 97,2 × 80,2 cm, 1516, galerie d'État d'Aschaffenbourg (signature : HS avec une croix), vraisemblablement dédicace souscrite d'après Frank Muller[3],[4]
- Jésus et la femme adultère, huile sur bois, 113 × 91,5 cm, vers 1521, Cologne, musée Wallraf-Richartz (à gauche de l'illustration le chiffre 5[5],[6])